# ترحيل الإريتريين خلال الحرب الأهلية السودانية (2023–الآن)
ترحيل الإريتريين من السودان (بالتغرينية: ኣብ ሱዳን ኣብ እተገብረ ውግእ ኤርትራስ ካብ ሱዳን ምጥራዝ؛ بالعربية: ترحيل الإريتريين من السودان خلال الحرب الأهلية السوادنية) هو النقل القسري الجاري لما يقرب من 3.500 إريتري وسوداني-إريتري من السودان، خاصة على الحدود بين البلدين في حرب السودان. في 7 مايو 2023، صدرت تقارير عن صحيفة الغارديان تفيد بأن مئات الإريتريين قد تم أخذهم من مخيمات اللاجئين بالقرب من الحدود الإريترية السودانية. وتم الإبلاغ عن أن العديد من المواطنين الذين يتم ترحيلهم هم رجال إريتريون فروا من الجيش الإريتري بعد تجنيدهم. كما تم الإبلاغ عن اعتقال عدة نساء.
خلال النزاعات، مثل سلسلة الاشتباكات الإريترية-الإثيوبية منذ غزو إرتريا لإثيوبيا في عام 1998، سعى عدد كبير من المهاجرين الإريتريين إلى اللجوء في السودان بحثًا عن الأمان. ونتيجة لذلك، تراكمت في السودان حوالي 126.000 مهاجر إريتري وسوداني-إريتري، مع وجود أكثر من 75.000 منهم في العاصمة السودانية، الخرطوم.

## خلفية
بحلول نهاية عام 1993، بعد فترة وجيزة من استقلال إريتريا عن إثيوبيا، اتهمت إريتريا السودان بدعم أنشطة الجهاد الإسلامي الإريتري، الذي نفذ هجمات ضد الحكومة الإريترية. قطعت إريتريا العلاقات مع السودان في نهاية عام 1994 وأصبحت داعمًا قويًا لحركة/جيش تحرير الشعب السوداني، وسمحت لتحالف المعارضة الوطني الديمقراطي بتحديد مقره في السفارة السودانية السابقة في أسمرة. بدفع من الولايات المتحدة، انضمت إثيوبيا وإريتريا إلى أوغندا في استراتيجية الدول الأمامية، التي كانت تهدف إلى ممارسة ضغوط عسكرية على الحكومة السودانية.
غزو إريتريا المفاجئ في مايو 1998 لقرية بادمي الحدودية التي تديرها إثيوبيا غيّر بشكل كبير الوضع السياسي في المنطقة. بناءً على المبدأ الذي يقول "عدو عدوي هو صديقي"، أغلق السودان حدوده مع إريتريا في عام 2002، واتهم وزير الخارجية السوداني في فبراير 2003 بأن إريتريا قد حشدت قوات على طول الحدود مع السودان. كما اتهمت الحكومة السودانية إريتريا بدعم الجماعات المتمردة في دارفور. كما شكلت الحدود غير المحددة مع السودان مشكلة لعلاقات إريتريا الخارجية.